# 牟州
牟州，中国古代的州。
隋朝开皇十六年（596年），以莱州的观陽县（今山东省海阳市）、牟平县、黄县、文登县、昌陽县（今山东省莱阳市），设置牟州，治所在观陽县。大业元年（607年）废牟州，诸县改属莱州。
唐朝武德四年（621年）以莱州的牟平县、黄县，设置牟州。牟州治所在牟平县。武德六年（623年） 观陽县改属牟州。貞觀元年（627年）废除牟州、牟平县、观陽县。黄县改属莱州。武周时在牟平县设立登州。
| 唐朝牟州辖县 | 唐朝牟州辖县                     |
| ------------ | -------------------------------- |
| 621年        | 牟平县、黄县                     |
| 623年        | 牟平县、黄县（观阳县来属）       |
| 627年        | 黄县改属莱州，废除牟平县、观阳县 |

牟州刺史
- 王操（621年—625年）